# 那比乡
那比乡，是中华人民共和国广西壮族自治区百色市田林县下辖的一个乡镇级行政单位。

## 行政区划
那比乡下辖以下地区：
六音村、那比村、六邦村、普农村和那腊村。